# Massapequa Park
Massapequa Park – wieś w Stanach Zjednoczonych, w stanie Nowy Jork, w hrabstwie Nassau na Long Island.